# Multi-band

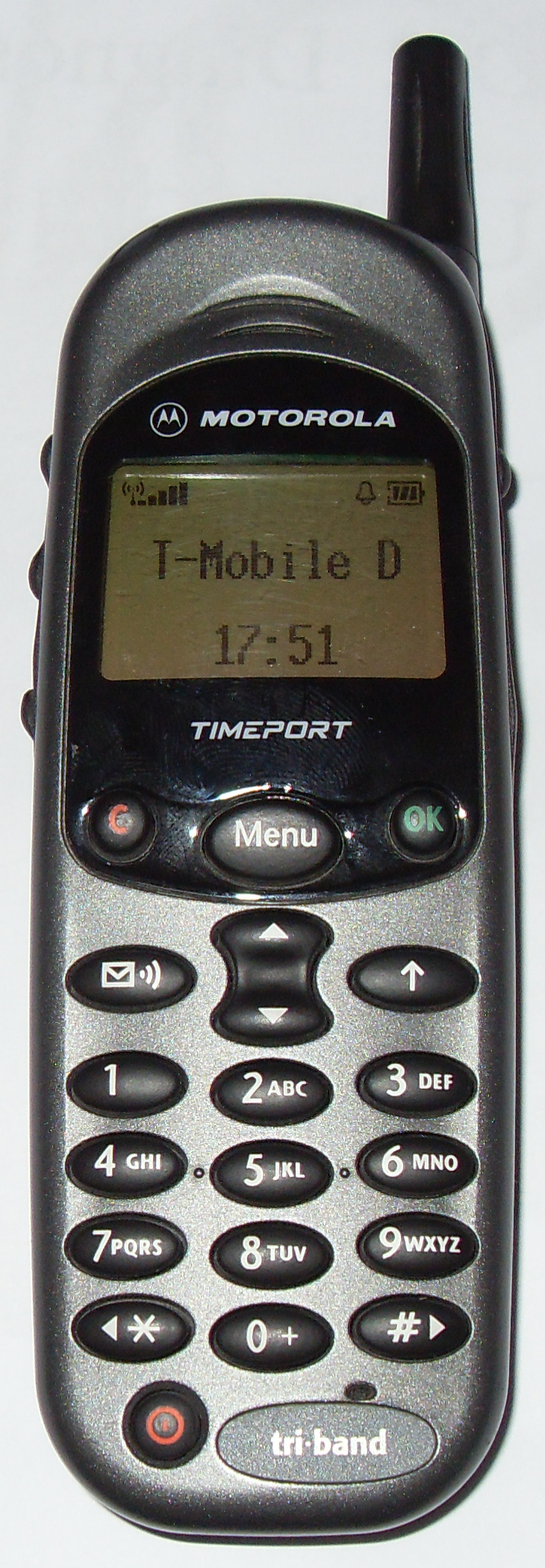
Motorola Timeport, primul telefon mobil tri-band (1999)

În telecomunicații, termenii de multi-band, dual-band, tri-band, quad-band și penta-band se referă la un dispozitiv (în special telefon mobil) care suportă frecvențe multiple folosite în comunicare. În cazul telefoniei mobile, scopul de a face acest lucru este de a sprijini roaming-ul între diferite țări / regiuni a căror infrastructură nu pot sprijini serviciile de telefonie mobilă în aceeași serie de frecvențe.